# Jeanne Sisley
Pour les articles homonymes, voir Sisley.
Jeanne Sisley, aussi appelée Jeanne Sisley Diets, aussi écrit Dietsh (née le 29 janvier 1869 à Paris 17e et morte le 4 février 1919 à Paris 2e) est une graveuse, peintre, aquarelliste et collectionneuse, fille du peintre britannique né en France Alfred Sisley.

## Biographie
Jeanne Sisley, née le 29 janvier 1869 à Paris, au n° 27 de la Cité des Fleurs, aux Batignolles, un an et demi après la naissance de son frère Pierre Sisley, est la fille d'Alfred Sisley et de sa compagne Marie-Louise Adélaïde-Eugénie Lescouezec,.
Son père, un des fondateurs de l'impressionnisme, né à Paris, a centré son œuvre sur les paysages français de Paris, Louveciennes, Marly-le-Roi, Sèvres et Moret-sur-Loing. Le 30 mai 1888, il tente d'obtenir la nationalité française, en vain.
Jeanne Sisley est l'élève de son père et étudie la gravure avec Félix Bracquemond, reproduisant des œuvres d'Alfred Sisley. Elle réalise une gravure en couleurs d'après L'Été de la Saint-Martin d'Alfred Sisley un temps dans la collection Roger Marx.
Vers 1875, Renoir peint le portrait de Jeanne Sisley, que son père conserve jusqu'à sa mort.
Gustave Geffroy rencontre Jeanne Sisley en 1894 quand il rend visite à Alfred Sisley à Moret-sur-Loing accompagné de Désiré Louis, un journaliste de La Justice et la décrit comme « dans tout l’éclat de la jeunesse et de la beauté ».

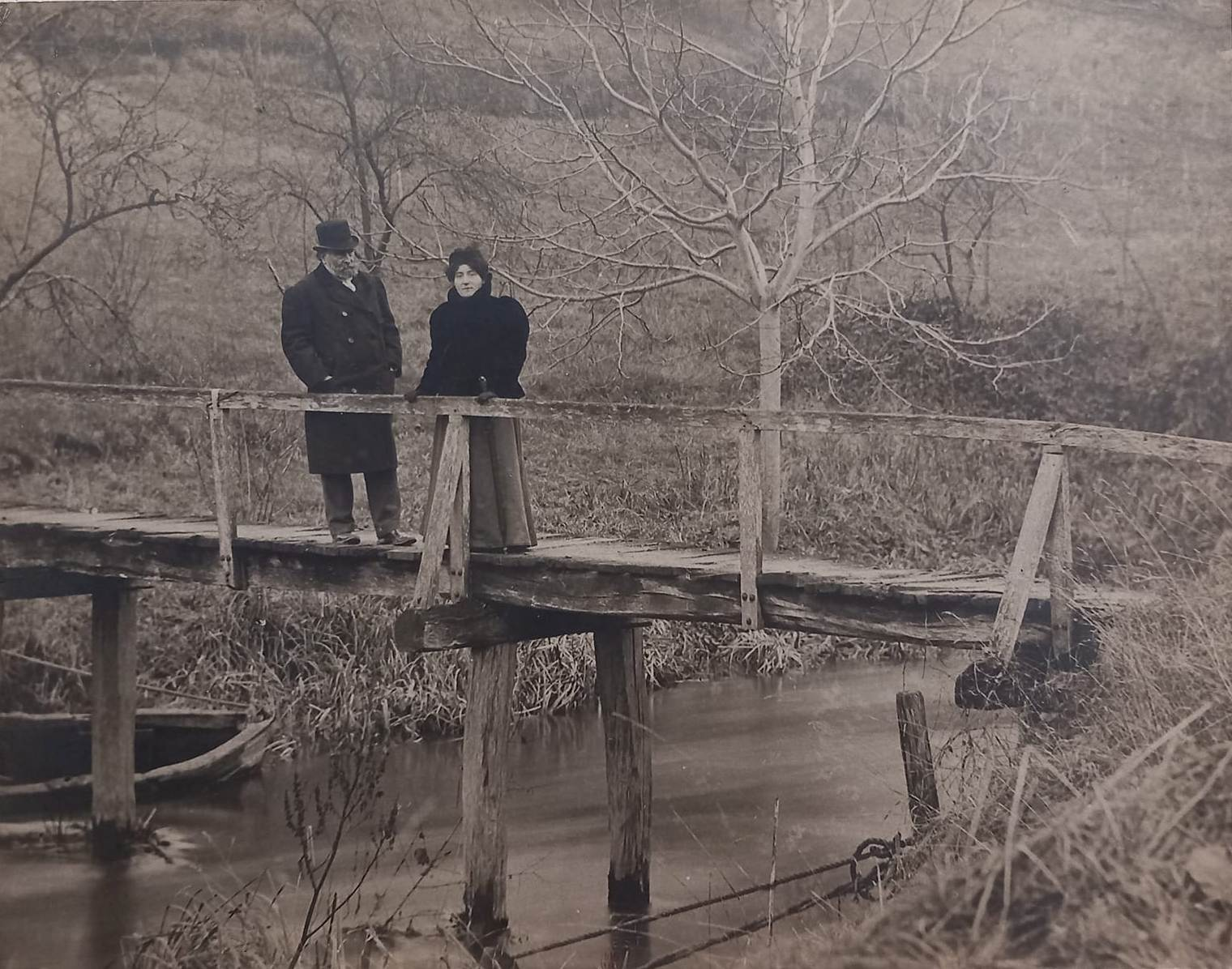
Alfred Sisley et sa fille Jeanne à la passerelle à Moret.

Une photographie publiée en 2024 figure Alfred Sisley et Jeanne Sisley dans un lieu identifié par Christophe Langlois comme situé à quelques centaines de mètres du centre de Moret-sur-Loing.
Vers 1895, Jeanne commence à peindre des œuvres qui comme les toiles de son père, portent la signature Sisley.
En 1897, Alfred Sisley et sa compagne se rendent au Royaume-Uni pour légitimer leurs enfants, ce qu'ils font le 3 août au consulat de France de Cardiff avant de se marier à l'hôtel de ville le 5 août. De retour à Moret-sur-Loing, en novembre 1897, il tente à nouveau de se faire naturaliser français, mais ses démarches n'aboutissent pas en raison de la perte de certains documents officiels. Il écrit le 13 janvier 1899 : « Je suis rompu par la douleur… Je n’ai plus l’énergie de combattre… ». Il fait appeler Claude Monet, lui recommande ses enfants et lui dit adieu. Il meurt le 29 janvier 1899 dans sa maison à Moret-sur-Loing sans avoir pu acquérir la nationalité française.
Le 1er mai 1899, une vente de toiles de Sisley et d'autres artistes au profit de ses enfants Jeanne et Pierre est réalisée à la galerie Georges Petit. La vente des tableaux de Sisley atteint plus de 100 000 francs, et celle des autres peintres dont Degas, Monet, Pissarro et Renoir atteint plus de 40 000 francs,.

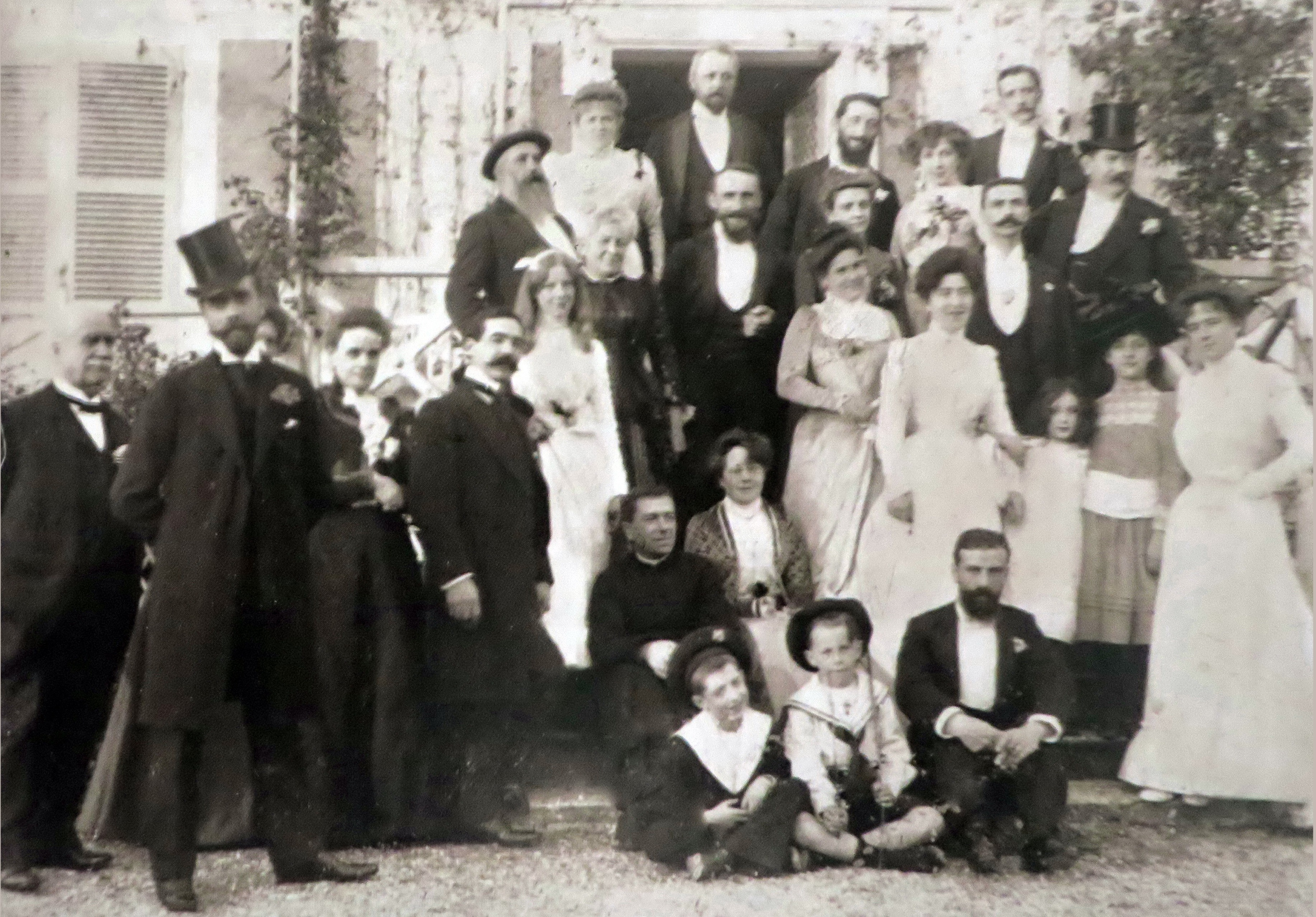
La famille Monet-Hoschedé fête le mariage de Marthe Hoschedé et de Théodore Butler. Pierre Sisley est assis par terre à droite ; sa sœur Jeanne Sisley est debout derrière lui ; Monet est sur les marches à gauche. Paul Durand-Ruel est à l'extrême-gauche. Giverny, 31 octobre 1900.

En 1904, trois toiles (Le Loing et le coteau de Saint-Nicaise, à Moret, 1890, Église de Moret au soleil, 1894, Marine à Penarth, Angleterre, 1897), dans la collection de Jeanne Sisley sont exposés à la Galerie Rosenberg lors d'une exposition d'une cinquantaine d'œuvres d'Alfred Sisley appartenant à des collectionneurs.
L'année suivante, elle épouse un joaillier parisien, Louis Georges Fernand Dietsh. Le 19 mai 1909, Jeanne Sisley vend 14 tableaux de son père à Drouot.
Pour ériger le monument à Alfred Sisley commandé par le « Comité exécutif du monument Sisley » et inauguré le 15 juillet 1911, et aujourd'hui à quelques mètres de la porte de Samois de Moret-sur-Loing, Jeanne Sisley demanda à Auguste Rodin de réaliser un buste représentant Alfred Sisley, ce que Rodin accepta, mais le comité fit appel au sculpteur Eugène Thivier,, si bien que Jeanne Sisley retire son soutien au monument le 13 juillet 1905.
Elle meurt le 4 février 1919, à l'âge de 50 ans, à Paris, à son domicile au 26 rue Vivienne. Elle est suivie dans la mort par son époux le 17 février 1919.
À Paris, le nombre de morts liés à la grippe espagnole connaît un pic en février 1919.
Quatre mois après la mort de Jeanne Sisley et de son époux, des œuvres d'Alfred Sisley et d'elle-même sont vendues aux enchères à l'Hôtel Drouot le 3 juin 1919. Le lot 4, Le pont de Moret, effet d'orage d'Alfred Sisley sera vendu en 1940 et envoyé en Allemagne. Il se trouve au musée d'Art moderne André-Malraux du Havre (Musées nationaux récupération). Le lot 9, La maison rose, une autre toile de son père, est vendue chez Christie's à Londres le 24 juin 2015, Impressionist and modern day sale, lot 334.
Son frère Pierre est mort dix ans plus tard en 1929 à Levallois-Perret.